# Otto Gross
Otto Gross (Gniebing, ma Feldbach része, Osztrák–Magyar Monarchia, 1877. március 17. – Berlin, 1920. február 13.) osztrák orvos, pszichiáter, anarchista. Noha kulcsszerepet játszott annak kialakulásában, amit ma „modernizmus”-nak hívunk, és neve kapcsolatba hozható a korabeli pszichiátriával, pszichoanalízissel, irodalommal, szociológiával, filozófiával, etikával és radikális politikával, mégis igen kevéssé közismert.

## Magyarul megjelent művei
- A kulturális krízis legyőzéséről PDF – In: Thalassa, 2006/2–3. szám, 57–60. o.